# سیارک ۲۱۷۴۲۰
سیارک ۲۱۷۴۲۰ (به انگلیسی: 217420 Olevsk، نامگذاری:2005QW148) دویست و هفده هزار و چهارصد و بیستمین سیارک کشف شده‌است که در ۳۱ اوت ۲۰۰۵ کشف شد.